# 音阿弥
音阿弥（おんあみ、またはおんなみ、応永5年（1398年）- 文正2年1月2日（1467年2月6日））は室町時代の猿楽能役者。観世三郎元重。観阿弥の孫、世阿弥の甥に当たる。三世観世大夫。

## 概説
足利義教の絶大な支援の下、世阿弥父子を圧倒し、70年近い生涯を第一人者として活躍した。世阿弥の女婿・金春禅竹らとともに一時代を担い、他の芸能を押しのけて猿楽能が芸界の主流となる道を作って、祖父観阿弥、伯父世阿弥が築いた観世流を発展させることに成功した。
その芸は連歌師心敬に「今の世の最一の上手といへる音阿弥」と評されたのを初め、同時代の諸書に「当道の名人」「希代の上手、当道に無双」などと絶賛され、役者としては世阿弥以上の達人であったと推測されている。

## 生涯

### 世阿弥の養子に
実父は世阿弥の弟四郎。この四郎については詳しい来歴は知れず、諱も清信とする後代の伝書、元仲とする近世の系図、久次とする説など一致を見ない。世阿弥・音阿弥という天才の間に埋もれた「殆ど見るべきものの無い存在」と見る向きもあったが、世阿弥から著書『風姿花伝』を相伝されたことが分かっており、最近では観世座の脇之仕手として兄を支えて大夫にも匹敵する活躍をしていた人物と考えられている。子の大成後はそのワキも務めたようだ。
音阿弥の少年時代については不明だが、「三郎」の通称は祖父の観阿弥、伯父の世阿弥も使用したものであり、これを継承していることから、幼くして伯父・世阿弥の養嗣子になっていたと考えられている。間もなく世阿弥には実子の元雅が生まれるが、音阿弥の元服に際してこの「三郎」の名を与えたことからも分かるように、世阿弥は観世座の後継者として音阿弥を考えていた時期があると思われる。
その期待に応えて成長した音阿弥は、20代前半の応永20年代からその活動記録があり、若くして観世座の次世代の担い手として活躍を始めていたことが分かる。

### 観世大夫へ
しかしながら、応永29年（1422年）、観世大夫の地位を受け継いだのはいとこの元雅であった。しかしこの頃世阿弥父子はその創作活動の充実と反比例するように、田楽の増阿弥などに圧され、将軍家の寵を失いつつあった。一方で音阿弥は青蓮院門跡義円の寵愛を受け、応永34年（1427年）には義円の後援の元で勧進猿楽を行い、成功を収めた。
正長2年（1429年）、この義円が還俗して将軍・足利義教となったことで、観世座の運命は大きく変わることとなる。義教は音阿弥を熱烈に支援する一方で世阿弥父子を冷遇し、永享元年（1429年）には、世阿弥と元雅の仙洞御所での演能が中止となり、翌年には世阿弥の有していた醍醐寺清滝宮の楽頭職が剥奪され、音阿弥に与えられている。またこの年の興福寺薪猿楽では、前年の元雅に代わり、音阿弥が大夫として参勤している。なおこの際、興福寺は彼の都合に合わせてか日程の変更・延長まで行っており、その権勢のほどがわかる。こうして「観世大夫両座」と言われるように、音阿弥の活動も独立性を強め、ついには観世座の主導権を握るに至った。
そんな中で永享4年（1432年）元雅は伊勢で没し（暗殺説も）、同6年には世阿弥自身が佐渡に流罪となる。かくして観世座から世阿弥父子の勢力は一掃され、これを受けて永享5年、音阿弥は正式に観世大夫の地位に就き、名実ともに能楽界の第一人者となる。

### 御用役者として
永享5年4月、音阿弥の大夫就任披露の勧進猿楽が、京の糺河原で挙行された。これを祝って人々が義教の元に参上していることから、この催しが義教の手で行われたものであり、音阿弥が将軍家の御用役者として認められていたことが分かる。諸侯は義教の意を迎えるためもあって音阿弥を厚遇し、将軍をもてなす席には音阿弥の能が欠かせぬほどであった。
我が世の春を謳歌する音阿弥であったが、一方で同9年、突如義教の勘気を蒙っている。この事件は貞成親王の耳にまで届き、「不定之世毎事如此」と驚嘆させしめたが、赤松満祐のとりなしで10日ほどで許されている。
嘉吉元年（1441年）、その赤松満祐が、自邸で義教を暗殺するという挙に出る（嘉吉の乱）。それはまさに、饗応のため呼ばれた音阿弥が能「鵜羽」を舞うさなかでの出来事であった。

### 当道に無双
最大の後援者を失った音阿弥は一時困窮し、私的な勧進能を行うなどしてその打破に努めたとされる。文安元年（1444年）の勧進能では観客席の値段を下げるなどの努力をしている。一方で金春座とともに幕府に訴えて、他座が京で猿楽を舞うのを妨害したりもしている。
しかし義教の子・足利義政が長じて後の享徳元年（1452年）頃からは、その厚遇を受けることになる。応仁の乱の中でも能を見ていたほどの愛好家である義政は音阿弥を高く評価し、再び表舞台に引き上げた。
60歳を迎える長禄2年（1458年）頃には子の又三郎正盛に大夫の座を譲って出家し、以後法名の「音阿弥」を名乗る。この名は観阿弥・世阿弥の後継者としての自負を示すものであろう（一字目を並べると「観世音」となる）。世阿弥同様に出家の後も第一線で活動を続け、寛正5年（1464年）には正盛が義政の後援で行った糺河原での勧進猿楽でも、「邯鄲」「恋重荷」「二人静」「養老」など29番のうち12番でシテを務めている。この催しには義政・日野富子夫妻は無論のこと、関白二条持通、また有力守護大名たちが臨席し、観世座の権威を見せ付けた。同年には後花園院の御前で能を舞い、「老いて益々健在である」と義政を感嘆させた。
とはいえ政情の不安もあり、暮らし向きはそれほど楽でなかったようで、文正元年（1466年）には相国寺の蔭涼軒を訪ね、押し売り同然に小歌・小舞を披露したことが記録に残っている。
翌年（1467年）、死去。一休宗純に帰依してその引導を受けたと『四座役者目録』などに語られるが、疑わしい。墓所は酬恩庵。

## 子
嫡子で四世大夫を継いだ又三郎（正盛、政盛、松盛）を始め、又四郎、小四郎（四郎左衛門）、与四郎（宗観）、八郎、五世大夫を継いだ三郎之重（祐賢）、小次郎信光などの子があった。うち五世之重については長らく正盛の子とされてきたが、『尋尊記』などの記述から音阿弥の第六子とする説が近年有力となっている。大夫を継いだ二人を除く兄弟たちは、それぞれ脇、囃子方、あるいは作能などに回って、後継者を皆で支えたものと考えられる。特に第七子の信光は、権守（座における称号）として座の中心的な地位を担った。

## 後世への影響
彼の時代に観世座と幕府権力の結びつきは決定的なものとなり、以後観世流が他を圧して能楽界の中心を担う契機を作った。
一方で、能作者としても傑出した存在であった観阿弥、世阿弥、元雅とは対照的に、彼の作になる能は残っておらず（伝音阿弥作とする曲もあるが、一般的には認められていない）、また伝書の類も存在しない（『能優須知』が『歌舞髄脳記』の著者とするが、近世の偽書である）。その代わり役者としての活動によって、観世座を大成させ、また現代に至るまで名優としての名を遺したのである。
子の信光、さらにその子の長俊は能作者としても活躍し、世阿弥系の幽玄な作風とは異なる花やかな曲を多く作っている。
正盛以降も観世大夫職は以後音阿弥の子孫により受け継がれ、当代の二十六世観世清和に至っている。

### 音阿弥が登場した作品
- ねこねこ日本史（そにしけんじ） - 第8巻の観阿弥と世阿弥の回。